# Попова, Полина Алексеевна
Полина Алексеевна Попова (род. 1 июня 1995, Екатеринбург) — российская модель, победительница национального конкурса Мисс Россия 2017 и представительница России на конкурсе красоты Мисс мира 2017 года.

## Биография
Родилась 1 июня 1995 года в Екатеринбурге. Начала профессионально работать моделью в 15 лет.
В свободное время любит играть в теннис, готовить и путешествовать. Её любимое литературное произведение — «Унесённые ветром» Маргарет Митчелл. Планировала проходить обучение, для чего изучала китайский язык. Но после победы в конкурсе Мисс Россия изменила своё решение.
На конкурсе красоты Мисс мира — 2017, который проходил в ноябре в китайском городе Санья, вошла в топ-10.